# Йонатан Та
Йонатан Та (нім. Jonathan Tah, нім. вимова: [ˈjoːnatan ˈtaː]; нар. 12 лютого 1996, Гамбург) — німецький футболіст івуарійського походження, центральний захисник німецького клубу «Баварія» (Мюнхен) і збірної Німеччини.

## Клубна кар'єра
Народився 12 лютого 1996 року в Гамбурзі. Вихованець юнацьких команд футбольних клубів «Вандсбекер Конкордія», «Альтона 93» та «Гамбург». 2013 року почав залучатися до складу другої команди останнього клубу. Того ж року дебютував у складі основної команди «Гамбурга». 
Частину 2014 року провів в оренді в команді Другої Бундесліги «Фортуна» (Дюссельдорф), де мав постійну ігрову практику.
15 липня 2014 року уклав п'ятирічний контракт з клубом «Баєр 04», де молодий фактурний гравець практично відразу став одним з основних центральних захисників.

## Виступи за збірні
2011 року дебютував у складі юнацької збірної Німеччини, взяв участь у 24 іграх на юнацькому рівні (за команди різних вікових категорій), відзначившись 2 забитими голами.
З 2015 року залучається до складу молодіжної збірної Німеччини. На молодіжному рівні зіграв у 3 офіційних матчах.
У березні 2016 року захисник, якому лише нещодавно виповнилося 20 років, отримав свій перший виклик до національної збірної Німеччини.

## Досягнення

### Клубні
- Чемпіон Німеччини (1):

«Баєр 04»: 2023–24
- Володар Кубка Німеччини (1):

«Баєр 04»: 2023–24
- Володар Суперкубка Німеччини (2):

«Баєр 04»: 2024
«Баварія»: 2025